# Giuseppe Fiorelli
Giuseppe Fiorelli (Nàpols, 7 de juny de 1823 - Nàpols, 28 de gener de 1896) va ser un arqueòleg i numismàtic italià del segle xix. És conegut per ser el creador, el 1875, de la tècnica per fer els motlles de guix dels cadàvers de Pompeia

## Biografia
Originari de Lucera i nascut a Nàpols, aleshores capital del Regne de les Dues Sicílies, va començar la seva formació estudiant dret, però aviat va passar a l'estudi de la numismàtica. Després d’haver obtingut bons resultats, va aconseguir treballar com a numismàtic i arqueòleg fins que va obtenir el lloc d’inspector de la Superintendència i del Museu de Nàpols.
El 1848 participà en els aixecaments liberals, per la qual cosa fou empresonat a la presó de Santa Maria Apparente fins al gener de 1850, quan fou contractat com a comptable per una empresa constructora. El 1853 Fiorelli va anar a Cuma, atret per les excavacions arqueològiques realitzades en aquest període pel comte de Siracusa a diversos llocs de la Campània. Així, l'arqueòleg va passar a formar part del seguici del comte i va començar a tractar amb èxit les excavacions i les troballes. El comte de Siracusa, impressionat per l’habilitat de l’arqueòleg, va confiar a Fiorelli la direcció de totes les seves excavacions. El 1858 Giuseppe Fiorelli va concebre un nou mètode referent a les excavacions al lloc real de Pompeia. De fet, en lloc de moure’s a la recerca d’objectes preciosos com havien fet els seus predecessors, Fiorelli va reorganitzar totes les excavacions dividint-les en regions (barris) i insulae (aïllades) i numerant cada entrada als edificis, per tal de poder localitzaf cada troballa.
Fiorelli també va percebre la possibilitat d'obtenir motlles de les víctimes de l'erupció abocant guix líquid al buit deixat pels seus cossos a la cendra (el mateix amb els cossos d'animals o objectes que abans eren de fusta, com ara portes, finestres), mobles o arbres). que encara són visibles a les excavacions de Pompeia .
A la constitució del Regne d'Itàlia va esdevenir director, successor de Domenico Spinelli, de les excavacions arqueològiques de Pompeia, dirigint-les amb sistematicitat i rigor científic.Fiorelli va decidir obrir les excavacions al públic, fent pagar un tiquet d’entrada. Entre 1861 i 1879 va fer un model de suro de l’antiga ciutat de Pompeia ; que encara s'exhibeix al Museu Arqueològic Nacional de Nàpols.
Entre el 1863 i el 1875, Giuseppe Fiorelli va iniciar la reorganització de les col·leccions del Museu Nacional de Nàpols (després continuada per Paolo Orsi), així com de tot el patrimoni arqueològic adquirit anteriorment. De fet, va elaborar un nou inventari general d’objectes (que substituïa els inventaris parcials de l’època borbònica elaborats per Michele Arditi, Francesco Maria Avellino i el príncep de San Giorgio Spinelli), un inventari dividit per categories i classes de materials, que encara està en vigor a la Superintendència Especial per al patrimoni arqueològic de Nàpols i Pompeia .
Va fundar l'Escola Arqueològica de Pompeia i el 1875 va publicar la Descripció de Pompeia, la primera guia científica de la ciutat. Entre 1878 i 1880 va col·laborar en les excavacions del Fòrum Romà de Roma.
Massó, amb Giustiniano Lebano, que va heretar el llegat hermètic de Domenico Bocchini, va intentar revifar la tradició hermètica d’origen alexandrí, juntament amb altres hermetistes, com Gaetano Petriccione, Antonio Pasquale De Santis, Giuseppe Ricciardi, Domenico Angerà, donant lloc a Gran Orient egipci.
Va morir a Nàpols el 1896.

## Càrrecs
- Prof. Arqueologia univ Nàpols (1860-63)
- Director del Museu de Nàpols
- Director de les excavacions de Pompeia
- Senador del Regne (1865)
- Director General d'Antiguitats i Belles Arts
- Va fundar a Pompeia l' Escola d'Arqueologia, més tard l'Escola Italiana d'Arqueologia
- Va fundar (1876) la revista científica d'Arqueology News of the Excavations

## Obres
- Osservazioni sopra talune monete rare di città greche .
- Monete inedite dell'Italia antica, Napoli, 1845, 22, n° 9.
- "Pompeianarum Antiquitatum Historia ", la storia degli scavi di Pompei (1860 - 1864).
- Catalogo del Museo Nazionale di Napoli: Medagliere, Vol. I, Monete Greche, Museo Archeologico Nazionale di Napoli, 1870.
- Catalogo del Museo Nazionale di Napoli: Collezione Santangelo. Napoli, 1866-67.
- Descrizione di Pompei, 1875.
- Guida di Pompei, Roma (Tipografia Elzeviriana), 1887, p. 112.[6]

## Honors
- El Museu d’Arqueologia Urbana porta el nom de Giuseppe Fiorelli, un carrer de Lucera, del qual l’arqueòleg era natural, un carrer i una escola secundària al barri de Chiaia , a Nàpols.[7]

## Medalles i títols
- Cavaliere dell'Ordine Civile di Savoia
- Grand'Ufficiale dell'Ordine della Corona d'Italia
- Commendatore dell'Ordine dei Santi Maurizio e Lazzaro
- Cavaliere di IV Classe dell'Ordine dell'Aquila Rossa (Alemanya)